# エゾミカサリュウ
エゾミカサリュウ、蝦夷三笠竜（Taniwhasaurus 'mikasaensis'）は、中生代白亜紀後期に生息した海棲肉食爬虫類の化石。有鱗目 - モササウルス科 - タニファサウルス属に分類されるが、独立した種として分類すべきかは化石の不完全性を理由として疑問視される場合がある。
北海道空知管内三笠市の幾春別川上流で頭部の化石が発見された。エゾミカサリュウの化石が発見された付近一帯はアンモナイトの化石の宝庫 で、これらを食糧としていたと考えられている。

## 標本
上顎と下顎を含む頭骨断片が発見されており、吻部の先端や後頭部は欠損している。長さ30センチメートル、高さ22センチメートル、幅は18センチメートルに及ぶ。標本には左の眼窩が残されているほか、上下合わせて左側に10本、右側に7本の歯が確認されている。

## 研究の歴史
エゾミカサリュウの化石は1976年6月21日に村本喜久雄が発見した。当時国立科学博物館の研究員であった小畠郁生によってティラノサウルス科の肉食恐竜である可能性が指摘され、同年11月30日にエゾサウルス（Yezosaurus）・ミカサエンシスとしてプレスリリースで命名された。
エゾミカサリュウの化石は上記の通り後頭部と吻の先端を欠いた状態で発見された。そのため、頭部を短く復元すればティラノサウルス型の恐竜の頭部にも見え、長い口吻を復元すれば、モササウルス類のような海棲爬虫類にも見えた。化石のクリーニングが進むにつれ、陸上肉食恐竜の歯に特有のセレーション（ステーキナイフにあるような刃部分のギザギザ）がないことなどが明らかになり、研究者の中では、エゾミカサリュウが海棲の爬虫類であり、恐竜ではない可能性が高いこと（恐竜は陸棲爬虫類）が認識され、1985年に国立科学博物館で開催された恐竜展でも、エゾミカサリュウは日本で発見された恐竜のリストから外された。
三笠市教育委員会の学芸員の手で研究された結果、それまでゴンドワナ大陸南部でしか発見されていなかったタニファサウルスの一種であることが判明した。南半球にのみ分布すると考えられていたタニファサウルスがローラシア大陸沿海にも生息していたことを証明する発見となり、2008年に上記２名にMichael W. Caldwell らを加えた計4名によりタニファサウルス・ミカサエンシスとして正式な記載論文が発表された。
2016年の研究では、頭蓋骨の一部、いくつかの胴部の要素などの化石が本種に属するという可能性が指摘された。
しかしながら、2019年のティロサウルス類に関する研究では、化石からは少なくともこの化石がタニファサウルス属に属しているということは確実ではあるものの、別個の種としてみなすのに十分な診断的特徴を持っていないとして、単にタニファサウルス属の不確定種の標本（Taniwhasaurus Indet 1. – “Taniwhasaurus mikasaensis”）としてみなされることとなった。
2018年4月28日からは三笠市立博物館で約120センチメートルのエゾミカサリュウの復元模型が展示されている。海洋堂の古田悟郎が造形に携わり、監修は記載論文の共著者である小西卓哉が担った。

## 国の天然記念物
当時、肉食恐竜の化石としては日本で初めての発見とされ、発見の翌年1977年7月16日には国の天然記念物に指定された（「エゾミカサリュウ化石」）。1979年には三笠市立博物館が完成し、エゾミカサリュウの化石の展示が行われた。エゾミカサリュウの化石は当初、特に貴重な岩石、鉱物及び化石の標本として天然記念物に指定されたが、後になりモササウルス類の化石は旧穂別町などでより完全なもの（フォスフォロサウルス・ポンペテレガンス）が発掘され、エゾミカサリュウだけが特に貴重と言える状況ではなくなった。しかし2019年現在、天然記念物指定についての変更点はない。　

## 文化利用
エゾミカサリュウは上述のとおり恐竜ではない可能性が高まったものの、地元の三笠市ではティラノサウルス型肉食恐竜の復元イメージ が強く残り、町おこしの目玉として観光振興に利用された。三笠市立博物館前と桂沢湖畔の道立自然公園入口には、高さ3m近くの復元像が飾られただけでなく、毎年夏には三笠恐竜まつりが開催され、エゾミカサリュウをかたどった恐竜みこしが町を練り歩いた。さらに、マスコットの『リュウちゃん』のイラストが市内の観光地各所に飾られ、恐竜ではないという訂正はしづらい状況となった。 しかし、最初の鑑定者である小畠も含め、学界がエゾミカサリュウを恐竜として認識していないことは、地元新聞にも次第に報じられるようになり、地元の落胆が広がった。以後、エゾミカサリュウがどのような生物だったのかに言及される機会は減少し、また海棲生物であることを伏せられたかたちで大型肉食爬虫類と紹介されることもある 。
2009年頃にゆるキャラブームに乗じてマスコット「りゅうちゃん」も復活し、着ぐるみも作成された。プロフィールには水泳が得意で好物がアンモナイトであるとPRされている。
2016年に近隣の芦別市で発掘され、2018年に北海道大学の研究グループによってティラノサウルス類の尾椎骨の一部と判明した化石（道内初のティラノサウルス類化石）が三笠市立博物館で展示されるようになり、幻に終わったはずの「ティラノサウルスの仲間の肉食恐竜」が三笠市周辺にも確かに存在していたことが証明された。